# Get on the Floor
"Get on the Floor" er en sang fra Michael Jacksons album Off the Wall. Sangen er nummer fire på tracklisten, og den handler om, at man skal komme ud på dansegulvet (Get on the Floor and dance.)
| Musik | Spire Denne musikartikel er en spire som bør udbygges. Du er velkommen til at hjælpe Wikipedia ved at udvide den. |